# Morse Building
El Morse Building, también conocido como Nassau-Beekman Building y 140 Nassau Street, es un edificio residencial en el Distrito Financiero de Manhattan en Nueva York, en la esquina noreste de las calles Nassau y Beekman. Fue diseñado por Benjamin Silliman Jr. y James M. Farnsworth y es de estilo neorrománico.
Utiliza ladrillos policromados y revestimientos de terracota para resaltar su fenestración. Su estructura interior consta de un marco de acero colocado sobre una base que desciende a una capa de arena subyacente. Fue desarrollado por G. Livingston y Sidney E. Morse, sobrinos del inventor del telégrafo Samuel F. B. Morse e hijos de los dueños anteriores del sitio. Fue construido entre junio de 1878 y marzo de 1880 y fue uno de los edificios más altos de Nueva York cuando se completó, con una altura de 43 m con 10 pisos. Una vez terminado, tenía 175 oficinas y comodidades modernas como calefacción a vapor e iluminación a gas.
Bannister & Schell alteraron significativamente el edificio en 1901-1902 a un estilo neoclásico eduardiano, llevando el edificio a 14 pisos y 55 m. Hacia 1965 se volvió a modificar la base y se retiraron el balcón y la cornisa. Después de un intento fallido de remodelación en la década de 1970, se convirtió en un edificio residencial en 1980, con 39 apartamentos. Fue designado un hito por la Comisión para la Preservación de Monumentos Históricos de Nueva York en 2006. También es una propiedad que contribuye al Distrito Histórico de Fulton – Nassau, un distrito del Registro Nacional de Lugares Históricos creado en 2005.

## Sitio
El Morse Building se encuentra en el Distrito Financiero de Manhattan, al este del Ayuntamiento de Nueva York, el Parque del Ayuntamiento y el Centro Cívico. Limita al oeste con Nassau Street, al sur con Beekman Street, al este con 8 Spruce Street y al norte con 150 Nassau Street. 5 Beekman Street está en diagonal a través de la intersección de las calles Nassau y Beekman, mientras que Potter Building y 41 Park Row están directamente al otro lado de Nassau Street. Ocupa una parcela que mide 25,98 m en la calle Nassau y 21,21 m en la calle Beekman.

## Diseño
Mide 55 metros (m) de altura con 14 pisos y es uno de los rascacielos más antiguos a prueba de fuego que quedan en Nueva York. Benjamin Silliman Jr. y James M. Farnsworth diseñaron los ocho pisos más bajos, construido entre 1878 y 1880. La estructura fue el primer proyecto importante de la empresa en Nueva York; la empresa había diseñado el Morse como una estructura de 10 pisos, pero los dos pisos superiores fueron posteriormente reconstruidos. [a] Los seis pisos superiores fueron diseñados por William P. Bannister y Richard Montgomery Schell y construidos entre 1901 y 1902. La ubicación de la esquina le permitió tener dos fachadas completas: la sur en la calle Beekman y la occidental en la calle Nassau. El diseño contrasta con el del Temple Court Building (ahora 5 Beekman Street) y el Potter Building, de los mismos arquitectos.
La elección de materiales de construcción de Silliman y Farnsworth fue influenciada por los entonces recientes "Grandes Incendios" de Boston y Chicago.] El ladrillo y la terracota se utilizaron como material ignífugo. La terracota se obtuvo de una empresa de Chicago, mientras que el ladrillo fue fabricado por Peerless Brick Company de Filadelfia. El proyecto también involucró a Smith & Prodgers como yeseros, Morton & Chesley como carpinteros y Steward & Vanhorn como decoradores y pintores. Numerosos otros contratistas proporcionaron diversos materiales para el edificio.[b] La expansión de 1901-1902 empleó a Charles Ward Hall, el entonces propietario del edificio, como ingeniero jefe, ya Hall & Grant Construction como contratista general.
El edificio tenía originalmente 43 m de altura, lo que lo convirtió en uno de los edificios más altos de Nueva York una vez terminado. Según un recuento de 1879, el antiguo New York Tribune Building y el Western Union Telegraph Building eran los más altos con 52 m, excluyendo sus torres de reloj ornamentales. Se decía que era el edificio de paredes rectas más alto de la ciudad, o incluso del mundo. Las estructuras más altas, incluidos los edificios Tribune y Western Union, tenían retranqueos en la mitad de sus fachadas. Fue citado como la primera estructura en utilizar juntas de terracota verticales elevadas, que a su vez fueron acreditadas por evitar que la lluvia lavase el mortero. También fue una de las primeras estructuras en utilizar terracota ornamental.

### Fachada

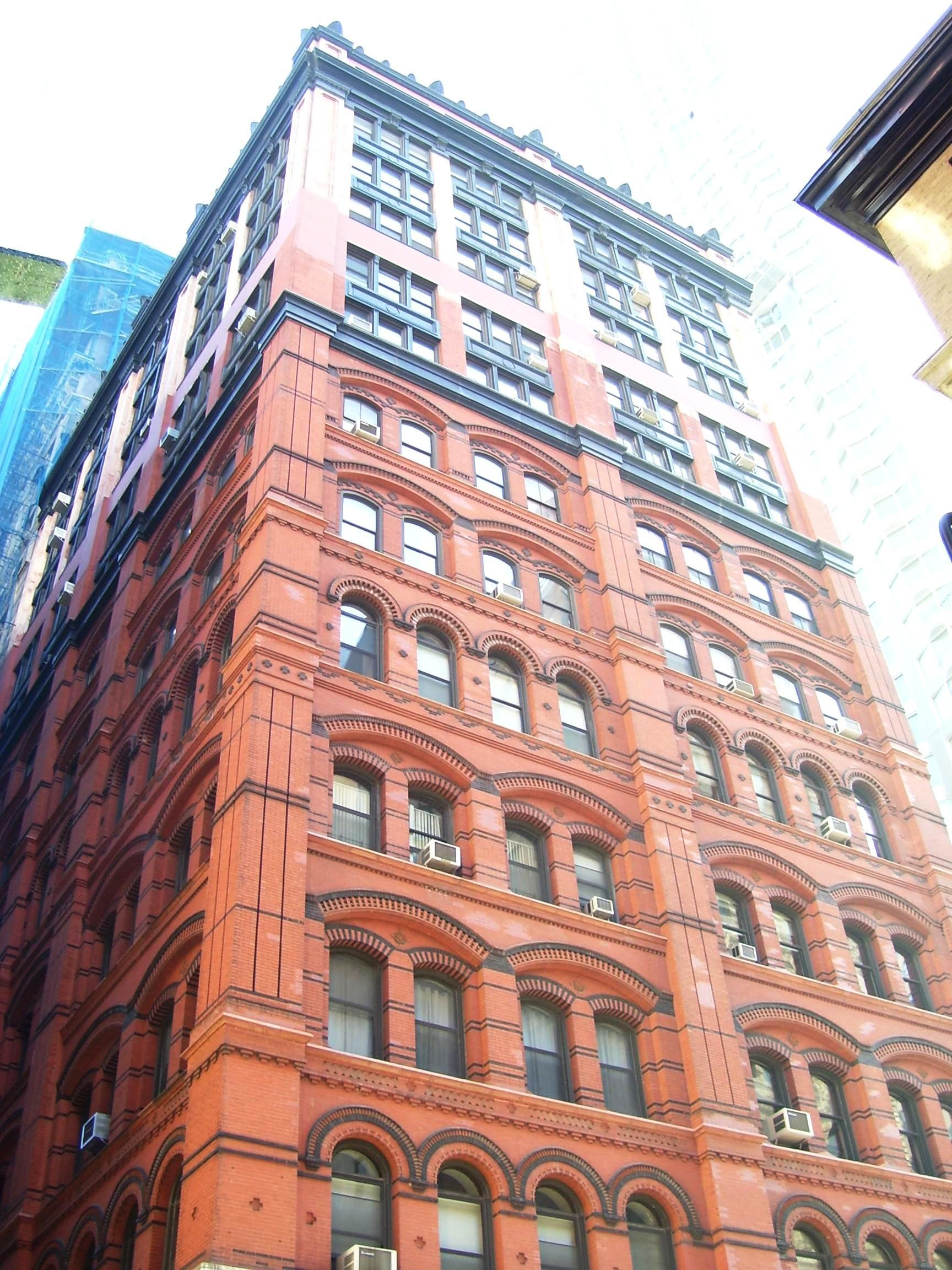
Fachada sur, vista desde la esquina suroeste de las calles Nassau y Beekman

La fachada actual se divide en tres secciones horizontales: una base de dos pisos, una sección media de seis pisos del diseño original y una sección superior de seis pisos. Las paredes exteriores tienen 1,2 m de espesor en el sótano y 1,1 m de espesor en el primer piso, estrechándose a 510 mm en el octavo. La fachada se dividió inicialmente en cuatro secciones horizontales: una base de dos pisos; dos secciones medias de tres pisos; y una sección superior de un piso completo, un ático y una cornisa con parapeto. El primer piso actual era originalmente un sótano elevado. Pilastras verticales prominentes subdividen la fachada en tres segmentos en Nassau Street y dos en Beekman Street; estos fueron diseñados para enfatizar las líneas horizontales tanto como sea posible, con el fin de templar la altura excesiva percibida del edificio. Hay cinco tramos que dan a la calle Nassau, divididos por las pilastras en un patrón 2-1-2, y cuatro tramos que dan a la calle Beekman, divididos por las pilastras en dos grupos de dos. La fachada oriental está desnuda y contiene ventanas arqueadas.
Durante la reconstrucción, los 12 m más bajos de la fachada se repararon con bloques de piedra de 100 mm, mientras que el resto del exterior original no se modificó a una altura de 37 m. El primer piso contiene cuatro aberturas de escaparates, cada una frente a las calles Nassau y Beekman, así como una entrada a las unidades residenciales en la bahía central en Nassau Street. El segundo piso tiene cinco ventanas rectangulares en Nassau Street y cuatro que dan a Beekman Street.
Las ventanas del tercer al octavo piso están colocadas en ladrillo y terracota. En los pisos actual tercero y sexto (y en el octavo piso original), cada bahía tiene dos ventanas de arco semicircular, mientras que en el cuarto, quinto, séptimo y octavo pisos, cada bahía tiene dos ventanas de arco plano dentro de un arco segmentario. [c] Los arcos rebajados evocaban los del Tribune Building, y los ladrillos rojos y negros añadían énfasis a la fachada. Una cornisa de fibra de vidrio corre sobre el octavo piso.
Los pisos noveno a decimotercero están construidos con ladrillos. Las pilastras de los pisos inferiores continúan hacia arriba, y cada tramo contiene una única ventana de tres partes en cada piso. Una cornisa de fibra de vidrio corre sobre el decimotercer piso. Hay un espacio entre el décimo y el undécimo piso, entre el cual se encontraba un balcón y una cornisa. El decimocuarto piso sirve como ático con otra cornisa encima. En el techo hay una sala de ascensor.

### Cimentación
En la parte inferior, los muros estaban desplazados a 1,8 m, donde descansaban sobre zapatas continuas de hormigón de 2,4 m, cada una de las cuales tenía 0,61 m de espesor. Las paredes ejercen una presión de 39.000 kg / m² sobre la base, que desciende a una capa de arena a 7,6 m por debajo del nivel de la acera.
La pared norte del Morse Building colinda con 150 Nassau Street y fue apuntalada con ladrillos y concreto durante la construcción de ese edificio. Los cimientos de 150 Nassau Street descendieron a 11 m por debajo del nivel del suelo; las nuevas zapatas instaladas durante ese proyecto tenían solo 1,8 m de espesor y estaban al ras con la pared original. Durante la expansión del edificio de 1901-1902, se encontró que estas bases eran insuficientes para soportar el peso de los pisos adicionales. Una fuerza de 578.200 Newtons por m² se habría ejercido sobre estas bases, provocando un asentamiento desigual. Como resultado, se cavó una zanja a lo largo de la pared norte debajo del nivel del sub-sótano. Se instalaron cuatro vigas distribuidoras longitudinales que servían de rejas para postes centrales verticales cortos que se elevaban a vigas transversales horizontales; estas vigas transversales servían como voladizos, distribuyendo más uniformemente la fuerza aplicada en cada zapata.

### Características
Los pisos se construyeron con vigas en I de hierro de 380 mm de espesor colocadas a intervalos de 2,1 m y sostenidas en ambos extremos por ladrillos. Estas vigas estaban cubiertas por arcos corrugados ignífugos rellenos de hormigón. Dos tabiques transversales, cuyos centros estaban separados por 17 pies, separan el edificio en tres secciones desiguales de norte a sur. Estos tabiques, junto con las paredes exteriores, soportan todas las vigas de hierro. Los tabiques también eran ignífugos, ya que Smith & Prodgers los cubrió con listones de hierro y capas de yeso. Post & McCord instaló las vigas de hierro en el marco con una torre de perforación de vapor, lo que marcó el primer uso que hizo el contratista de esa herramienta. El edificio original no necesitaba utilizar columnas interiores porque todo su peso se apoyaba en los pilares exteriores.
Cuando se construyeron los seis pisos superiores, las paredes exteriores se movieron ligeramente y se instalaron vigas de acero para brindar soporte al marco. Se instaló una "tapa" de vigas de 910 mm sobre el octavo piso, desde donde estas vigas de acero descendían a los pisos inferiores. En los pisos superiores, se instalaron dieciocho vigas de acero en las paredes exteriores y cinco columnas interiores se colocaron encima de la rejilla.vigas de lage. Las vigas de la pared estaban ocultas por la hilera de cinturones del octavo piso que se proyectaba.
Originalmente, el edificio tenía una escalera de hierro con peldaños de mármol y pizarra en su centro. También había dos ascensores hidráulicos fabricados por Otis y un montaplatos para artículos. Había tanques de agua con 17.000 l de capacidad. Chimeneas en cada habitación conectadas a un sistema de calefacción a vapor, con caldera y chimenea. Las ventanas estaban vidriadas con placas de vidrio mientras que los herrajes estaban hechos de bronce; los pisos eran de madera. El sótano original estaba a 0,61 m por debajo del nivel de la calle con un techo de 3,7 m y un tramo de escaleras conectado al primer piso original, que tenía un techo de 5,5 m. Durante la reconstrucción de 1901-1902, los dos pisos más bajos se elevaron varios pies y se instalaron una nueva escalera y tres ascensores hechos por Portland Company, reemplazando la antigua escalera y los ascensores. Las lámparas de aceite y las tuberías de gas originales fueron reemplazadas por iluminación eléctrica y calefacción a vapor; se reemplazó la plomería; y la caldera se llevó a la parte superior del techo nuevo. El Morse Building albergaba oficinas cuando se completó, pero en 1980 se convirtió en 39 apartamentos con tres unidades en cada piso, con un tamaño de entre 110 y 190 m².

## Historia

### Construcción
A finales del siglo XIX, los alrededores se habían convertido en la "Fila de periódicos" de la ciudad. Se habían construido varias sedes de periódicos en el Park Row adyacente, incluido el edificio del New York Times, el edificio Potter, el Park Row Building, el New York Tribune Building y el New York World Building. Mientras tanto, la impresión se centró en Beekman Street. [ El edificio anterior en el sitio del Morse fue ocupado por el periódico religioso The New-York Observer entre 1840 y 1859. Richard Cary Morse y Sidney Edwards Morse fueron los fundadores del Observer; eran hermanos de Samuel Morse, que había inventado el código Morse y el telégrafo eléctrico, y había utilizado una de las habitaciones del edificio Observer para experimentar con su invento. Richard y Sidney tenían una participación en la propiedad de la tierra en 1845. The Observer se trasladó a través de Nassau Street al sitio de Old Brick Church (ahora 41 Park Row) en 1859. El edificio fue compartido por otros periódicos, que se mudaron a mediados del siglo XIX. Savery's Temperance House se formó en una sección del edificio; más tarde se convirtió en el Park Hotel, que estaba perdiendo patrocinio en la década de 1870 debido a una mala administración.
En 1878, los hermanos Morse transfirieron la propiedad de la tierra a sus respectivos hijos, Gilbert Livingston Morse y Sidney Edwards Morse Jr., quienes posteriormente planearon un edificio de oficinas especulativo para reemplazar el hotel. [d] Planes para la demolición del Park Hotel se anunció en abril, y los trabajos comenzarán el mes siguiente. Silliman y Farnsworth habían sido contratados para diseñar el edificio de oficinas especulativas, que contenía barrios bancarios en los pisos inferiores y oficinas en los pisos superiores. Para junio, el trabajo había comenzado en el nuevo edificio, con un costo de 175.000 dólares. El Registro y Guía de Bienes Raíces señaló en 1879 que la "inmensa pila de mampostería que superaba las estructuras adyacentes" tenía miles de espectadores. En ese momento, los tres pisos superiores ya se habían alquilado. La construcción se completó en marzo de 1880, con un costo final de 200.000 dólares. La estructura original era de 43 m cuando se completó, [e] y contenía 175 oficinas.

### Uso temprano

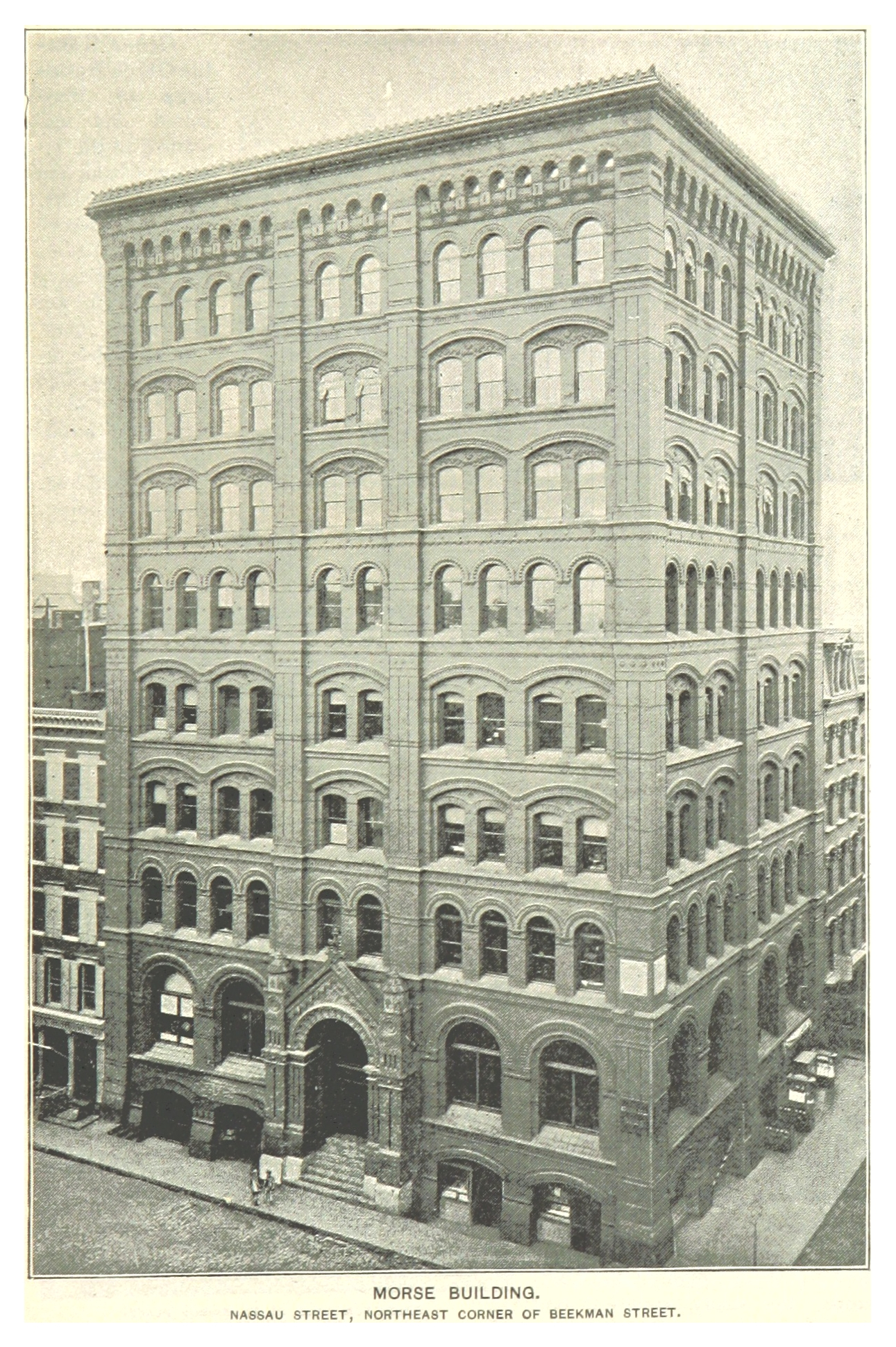
El edificio en 1893

Tras la finalización del Morse Building, se estaban erigiendo edificios de oficinas en el Bajo Manhattan, como parte de una tendencia de desarrollo que había comenzado después del Pánico de 1873. El Real Estate Record and Guide declaró en 1882 que los edificios Tribune, Times, Morse y Temple Court estaban cerca de los tribunales del Civic Center, lo que los hacía ideales para los abogados. Cuando el antiguo edificio del New York World al otro lado de la calle Nassau se quemó en enero de 1882, los pisos inferiores del Morse sufrieron daños menores. Algunos de los elementos decorativos y ventanas resultaron dañados, y uno de los primos Morse caracterizó las acciones de los bomberos que respondieron como vandalismo, culpándolos por permitir que parte del edificio World cayera sobre el Morse. No obstante, en un artículo de 1883, los Morses dijeron que estaban recibiendo una tasa de retorno del 10% sobre el edificio. Según los informes, el Morse fue constantemente ocupado por comerciantes y abogados durante finales del siglo XIX. El edificio contenía la oficina y el estudio en la azotea de Vitagraph Company of America, que se convirtió en la primera compañía cinematográfica de Estados Unidos; la compañía filmó Burglar on the Roof, su "primera fotografía posada", en el edificio en 1897 o 1898.[f] También se incluyeron otros establecimientos como el New York Canoe Club y la Multiple Speed and Traction Company ubicado en el Morse.
Gilbert Livingston Mormurió en 1891, y Matilda C. McVicker recibió una hipoteca a mitad de su interés. Al año siguiente, Sidney Jr. vendió la parte del edificio de Gilbert al abogado Nathaniel Niles, quien compró el edificio como inversión. En 1894, cuando apareció una grieta en la fachada durante la construcción del 150 Nassau Street adyacente, se temió que el Morse Building fuera estructuralmente inestable, aunque los ingenieros dijeron que no era grave. La American Tract Society, que estaba construyendo 150 Nassau Street, fue considerada responsable de los daños. Sidney Jr. vendió su propia parte a Niles en 1895, aunque Sidney Jr. mantuvo una oficina allí hasta su muerte en 1908.
La Washington Life Insurance Company inició un proceso de ejecución hipotecaria contra Niles en 1898 por no pagar la hipoteca. A principios del próximo año, el Morse se puso a la venta en una subasta de ejecución hipotecaria, y después de un aplazamiento de tres semanas de la subasta, Washington Life Insurance compró el edificio por $ 601.000. En noviembre de 1900, Washington Life Insurance firmó un contrato con Charles Ward Hall para intercambiar el Morse por el edificio Hamilton de Hall en la Calle 125 y Park Avenue en East Harlem. En el momento de la transacción, los edificios tenían un valor total de 1,5 millones de dólares. El título de propiedad se transfirió al mes siguiente. Hall planeó cambiar el nombre del Edificio Morse a Edificio Hall y remodelar el interior, lo que incluyó bajar la entrada al nivel de la calle. En cambio, el Morse Building se conoció como el Nassau–Beekman Building, un movimiento posiblemente inspirado por el nombre de 277 Broadway en Chambers Street como el Broadway–Chambers Building. El Nassau–Beekman Building ya se consideraba "pequeño y anticuado", especialmente en comparación con el edificio adyacente de 23 pisos en 150 Nassau Street, a pesar de haber sido terminado solo veinte años antes.

### Expansión
Bannister y Schell presentaron planes para la expansión en diciembre de 1900, momento en el que se estimó que el trabajo costaba 150.000 dólares. Los trabajos comenzaron el siguiente abril. La expansión convirtió el antiguo sótano en un piso completo, aumentando en uno el número de pisos de todos los demás pisos. Los dos pisos más bajos fueron revestidos de piedra rústica. Se desmantelaron el ático y las paredes del antiguo octavo piso, y se construyeron un techo y paredes de madera temporales alrededor del octavo piso (que estaba programado para convertirse en el nuevo noveno piso). Se construyó un nuevo décimo piso y se erigieron cuatro pisos revestidos de ladrillos adicionales para hacer del Edificio Nassau-Beekman un edificio de catorce pisos. Sobre el décimo piso se construyó una cornisa con grandes ménsulas de volutas, apoyando un balcón.
Los arquitectos tuvieron que trabajar alrededor de los inquilinos existentes con una interrupción mínima en las operaciones. Por ejemplo, el trabajo de cimentación tuvo que hacerse en dos fases, ya que el inquilino de la bodega solo podía poner a disposición la mitad de la bodega en un momento dado. El servicio de ascensores también se mantuvo durante todo el proyecto, por lo que el trabajo en los nuevos ascensores se realizó piso por piso. El proyecto enfrentó varios problemas legales. El propietario de un café en la planta baja del Morse Building intentó sin éxito presentar una orden judicial para detener la construcción después de que Hall construyó un puente temporal frente al café para proteger a los peatones; esta decisión fue confirmada por la Corte Suprema de Nueva York, División de Apelaciones. Otro inquilino se negó a pagar el alquiler, alegando que estaba siendo acosado debido a la construcción, y Hall intentó sin éxito desalojarlo. El proyecto se completó en marzo de 1902.

### Historia posterior

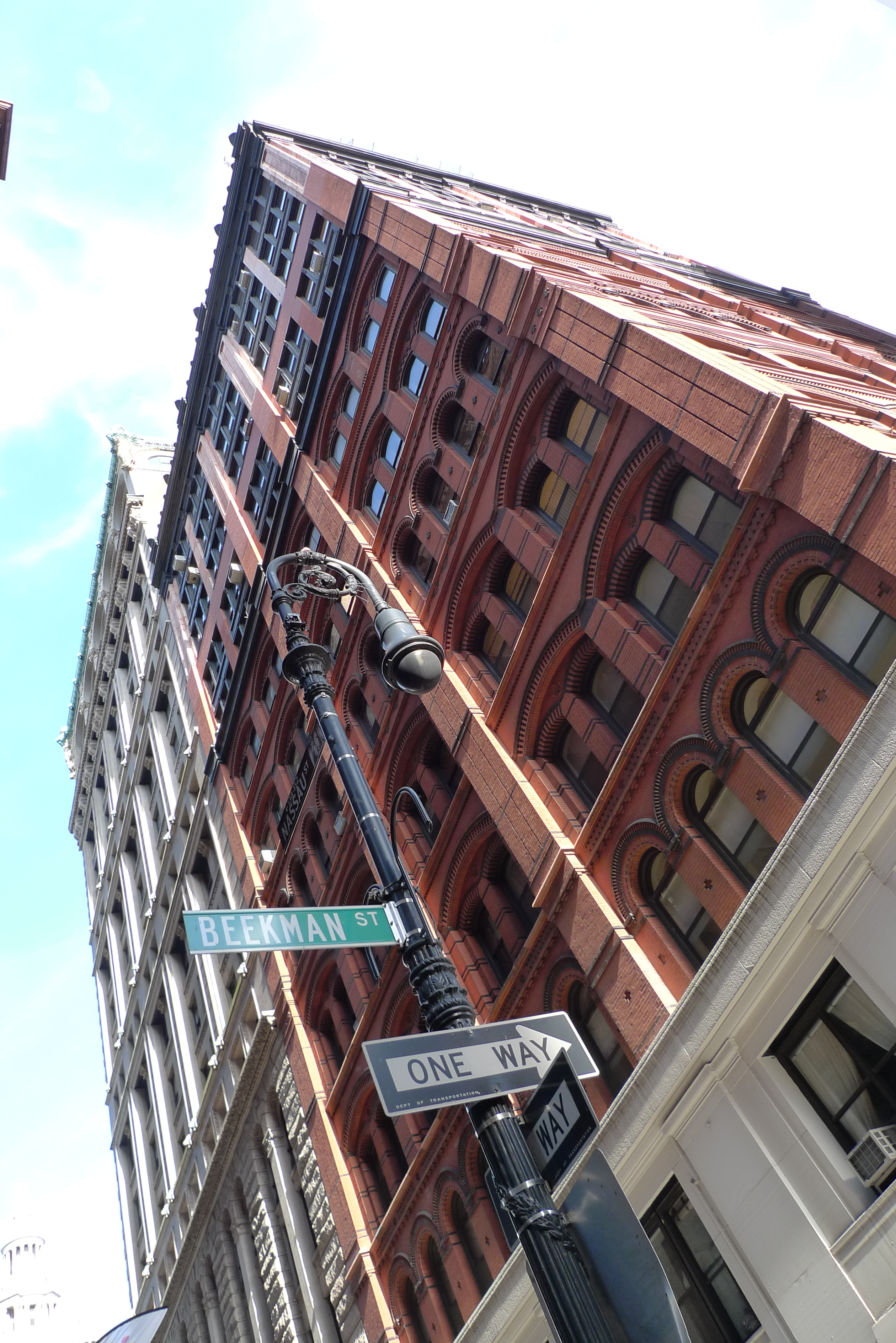
Visto desde la calle

Varios incidentes relacionados con los ascensores del edificio ocurrieron después de la expansión del edificio. Un ascensor cayó dos pisos en 1904, dejando ilesos a sus ocupantes, y dos personas murieron en los huecos del ascensor en accidentes separados en 1905 y 1907. Otro incidente en 1910 involucró una cabina de ascensor que cayó 9,1 m e hirió a seis personas. Además, el edificio fue dañado en 1916 por un incendio en un edificio cercano de poca altura en Beekman Street.
Metropolitan Life Insurance embargó el Nassau–Beekman Building en 1918 después de que Hall no pagara la hipoteca de 600.000 dólares. Al año siguiente, el edificio se vendió a William E. Harmon; en ese momento, el edificio estaba valorado en 1 millón de dólares. La compañía de Harmon, United Cities Realty Corporation, cambió el nombre del edificio a United Cities Realty Building. Más tarde, la propiedad pasó a Metropolitan Life en 1942; Nassau Offices Inc. en 1945; Peter I. Kenmore en 1951; y Clarendon Building Inc. en 1952.
Alrededor de 1965, la base fue remodelada en estilo neoclásico y se eliminó la cornisa del décimo piso, según los planos de John J. Tudda y Richard R. Scherer. Chatham Associates compró la propiedad en 1968, un año después de que el lote de impuestos del Morse Building se combinara con un lote adyacente al este. Los edificios del New York World y Tribune imMediamente al norte había sido demolido en los años 50 y 60, y Pace College (más tarde Universidad Pace) construyó 1 Pace Plaza en el sitio de este último. Pace también adquirió el Morse Building y otros edificios cercanos en 1972, con planes para destruirlos y construir una torre de oficinas. Estos planes no prosperaron y la Universidad de Pace lo vendió en 1979 a una empresa conjunta compuesta por Martin Raynes y el East River Savings Bank. El edificio se convirtió al año siguiente en una cooperativa de vivienda con 39 apartamentos.
En 1995 se realizaron modificaciones menores a la fachada, reemplazando algunos elementos de metal prensado por fibra de vidrio. La cornisa de metal prensado sobre el octavo piso fue reemplazada alrededor de 2004 por una cornisa de fibra de vidrio. Los residentes comenzaron un esfuerzo para otorgar el estatus de hito de la ciudad del Edificio Morse en la década de 1990, y la Comisión para la Preservación de Monumentos Históricos de Nueva York designó el edificio como tal el 19 de septiembre de 2006. Además, el 7 de septiembre de 2005, el Morse Building fue designado como propiedad contribuyente al Distrito histórico de Fulton-Nassau, un distrito del Registro Nacional de Lugares Históricos.

## Recepción crítica
Si bien los rascacielos de finales del siglo XIX del Bajo Manhattan generalmente recibieron una recepción mixta, el edificio fue elogiado principalmente durante su construcción. American Architect and Building dijo en enero de 1879 que "la construcción parece haber sido cuidadosamente estudiada y bien realizada". La misma revista dijo en julio de 1879 que "muchos de los que vieron los muros levantados se preguntaban si alguna vez dejarían de crecer hacia el cielo", y aplaudieron al edificio por exhibir "contraste, diversidad y cambio". Otra publicación, The Manufacturer & Builder, dijo en junio de 1879 que el diseño era "decididamente agradable tanto en su apariencia general como en sus detalles". El Fabricante y Constructor mencionó el techo plano como una crítica menor, pero que era mejor que tener un techo proporcional a la altura del edificio, que sería "extravagantemente alto" como el "techo abominable" del Tribune Building.
Tras la finalización del Morse Building, varias publicaciones elogiaron el diseño relativamente simple de la fachada, así como el uso de ladrillo y terracota. La revista Carpentry and Building dijo: "Aunque se han erigido muchos edificios altos en Nueva York en los últimos años, este los supera a todos". The Building News dijo que era "una estructura muy tranquila y agradable", en lugar de ser llamativo. The Century Magazine declaró en 1884 que el diseño del edificio "no estaba exento de pruebas de esfuerzo en la dirección correcta", especialmente en comparación con las estructuras de oficinas cercanas, que se describieron como "horribles" o "comunes". Moses King, en su Handbook of New York de 1893, elogió el uso de ladrillo y terracota en el Edificio Morse, "una estructura sólida y hermosa". El crítico de arquitectura Montgomery Schuyler también dijo que el diseño era "impresionante y digno en la masa, y en muchos lugares sumamente agradable en detalles", a pesar de que había preferido que el edificio tuviera cinco pisos. Cuando se amplió el edificio en la década de 1900, Schuyler lo calificó como uno de los "últimos" y "mejores" edificios del neogótico de Nueva York, pero dijo que el nuevo propietario estaba gastando "buen dinero en estropear lo que no le habría costado dinero. en absoluto dejar en paz ".
Los críticos de arquitectura moderna también discutieron el efecto de la articulación del edificio en su apariencia general. En 2006, Christopher Gray de The New York Times dijo que "el Morse Building terminado parecía dos o tres almacenes apilados uno encima del otro". Los escritores de arquitectura Sarah Landau y Carl Condit dijeron que los pilares y la articulación de la fachada " impartió una calidad de integridad que no es típica de los primeros rascacielos ". El historiador de la arquitectura Robert A. M. Stern o contrastó con el Boreel Building en Broadway, diciendo que la fachada del Morse en dos calles estrechas" le robaba una perspectiva ".